# 2. Damenbundesliga 2021 (Football)
Die 2. Damenbundesliga 2020 war die 15. Saison in der zweithöchsten Spielklasse des American Football in Deutschland für Frauen. Wie im Vorjahr stand die Saison im Schatten der Corona-Pandemie, was sich insbesondere dadurch zeigte, dass in nur drei von vier Gruppen der Spielbetrieb aufgenommen. Infolgedessen wurden keine Play-offs und kein Finale ausgespielt.

## Modus
Die Spiele werden mit 9 gegen 9 Spielerinnen ausgetragen (mindestens 5 an der LOS) und haben eine Dauer von 4 × 8 Minuten. Am Spieltag müssen die Teams mindestens jeweils 13 spielfähige Spielerinnen antreten lassen. Führt ein Team mit mehr als 35 Punkten, wird die Mercy-Rule angewandt und das Spiel beendet.
In der Saison 2021 treten insgesamt 18 Teams in vier getrennten Gruppen an (drei in Gruppe Nord, je fünf in den Gruppen West, Südwest, Südost). Jede dieser Gruppen trägt ein doppeltes Rundenturnier aus, wobei jedes Team einmal das Heimrecht genießt. Nach jeder Partie erhält die siegreiche Mannschaft zwei und die besiegte null Punkte. Bei einem Unentschieden erhält jede Mannschaft einen Punkt. Die Punkte des Gegners werden als Minuspunkte gerechnet. Nach Beendigung des Rundenturniers wird eine Rangliste ermittelt, bei der zunächst die Anzahl der erzielten Punkte entscheidend ist. Bei Punktgleichheit entscheidet der direkte Vergleich.
Da nicht alle Gruppen den Spielbetrieb aufgenommen hatten, folgten keine Play-offs auf die Gruppenphase.

## Teams
In der Gruppe Nord haben die folgenden Teams am Ligabetrieb teilgenommen:
- Braunschweig Lady Lions
- Hannover Grizzlies Ladies
- Oldenburg Coyotes

In der Gruppe West haben die folgenden Teams am Ligabetrieb teilgenommen:
- Aachen Vampires Damen
- Bochum Miners
- Mönchengladbach Wolfpack Ladies
- Mülheim Shamrocks
- Spielgemeinschaft Solingen Paladins Ladies / Wuppertal Greyhounds Ladies

In der Gruppe Südwest haben die folgenden Teams am Ligabetrieb teilgenommen:
- Gießen Golden Dragons Ladies (Spielbetrieb wieder neu aufgenommen)
- Mainz Golden Eagles Ladies
- Mannheim Banditaz

- Saarland Lady Canes
- Trier Stampers Ladies

In der Gruppe Südost haben die folgenden Teams am Ligabetrieb teilgenommen:
- Allgäu Comets Ladies
- Erfurt Indigos Ladies
- Herzogenaurach Rhinos Ladies (erstmalige Ligateilnahme)
- Regensburg Phoenix Ladies
- Spielgemeinschaft Crailsheim Hurricanes / Red Knights Tübingen Ladies

## Saisonverlauf
In der Saison 2021 nahmen 18 Mannschaften teil, die in vier Gruppen aufgeteilt waren. Nach einem Pausenjahr meldeten sich die Gießen Golden Dragons Ladies zurück für den Ligabetrieb, außerdem nahmen die Herzogenaurach Rhinos Ladies zum ersten Mal im deutschen Ligasystem teil.
Aufgrund der Corona-Pandemie nahm die gesamte Gruppe Nord, also die Braunschweig Lady Lions, Hannover Grizzlies Ladies und Oldenburg Coyotes, sowie die Mainz Golden Eagles Ladies und Gießen Golden Dragons Ladies in der Gruppe Südwest und die Regensburg Phoenix Ladies keinen Spielbetrieb auf.
Die Saison begann am 21. August 2021 in Wuppertal und endete am 10. Oktober 2021 in Saarbrücken.
Alle Gruppensieger führten ohne Niederlagen ihre Gruppen an: die Aachen Vampires Damen in der Gruppe West, die Saarland Lady Canes in der Südwest-Gruppe und die Herzogenaurach Rhinos Ladies in Gruppe Südost. Letztere allerdings mit einem Unentschieden gegen die Allgäu Comets Ladies in der Saisonbilanz.

### Abschlusstabellen
| Gruppe Nord | Gruppe Nord               | Gruppe Nord | Gruppe Nord | Gruppe Nord | Gruppe Nord | Gruppe Nord | Gruppe Nord |    | Gruppe West                     | Gruppe West | Gruppe West | Gruppe West | Gruppe West | Gruppe West | Gruppe West | Gruppe West |
| #           | Team                      | Punkte      | Sp          | S           | U           | N           | TD-Pkt.     | #  | Team                            | Punkte      | Sp          | S           | U           | N           | TD-Pkt.     |             |
| 3.          | Braunschweig Lady Lions   | 0:0         | 0           | 0           | 0           | 0           | 180:000     | 1. | Aachen Vampires Damen           | 8:0         | 4           | 4           | 0           | 0           | 187:120     |             |
|             | Hannover Grizzlies Ladies | 0:0         | 0           | 0           | 0           | 0           | 0:0         | 2. | Mönchengladbach Wolfpack Ladies | 6:2         | 4           | 3           | 0           | 1           | 102:780     |             |
|             | Oldenburg Coyotes         | 0:0         | 0           | 0           | 0           | 0           | 0:0         | 3. | Bochum Miners                   | 2:4         | 3           | 1           | 0           | 2           | 038:890     |             |
|             |                           |             |             |             |             |             |             | 4. | Mülheim Shamrocks               | 2:4         | 3           | 1           | 0           | 2           | 042:112     |             |
| 5.          | SG Solingen/Wuppertal     | 0:8         | 4           | 0           | 0           | 4           | 038:116     |    |                                 |             |             |             |             |             |             |             |

| Gruppe Südwest               | Gruppe Südwest             | Gruppe Südwest | Gruppe Südwest | Gruppe Südwest | Gruppe Südwest | Gruppe Südwest | Gruppe Südwest |                        | Gruppe Südost                | Gruppe Südost | Gruppe Südost | Gruppe Südost | Gruppe Südost | Gruppe Südost | Gruppe Südost | Gruppe Südost |
| #                            | Team                       | Punkte         | Sp             | S              | U              | N              | TD-Pkt.        | #                      | Team                         | Punkte        | Sp            | S             | U             | N             | TD-Pkt.       |               |
| 1.                           | Saarland Lady Canes        | 8:0            | 4              | 4              | 0              | 0              | 148:200        | 1.                     | Herzogenaurach Rhinos Ladies | 7:1           | 4             | 3             | 1             | 0             | 196:330       |               |
| 2.                           | Mannheim Banditaz          | 2:6            | 4              | 1              | 0              | 3              | 034:860        | 2.                     | Allgäu Comets Ladies         | 3:1           | 2             | 1             | 1             | 0             | 62:20         |               |
| 3.                           | Trier Stampers Ladies      | 2:6            | 4              | 1              | 0              | 3              | 038:114        |                        | Regensburg Phoenix Ladies    | 0:0           | 0             | 0             | 0             | 0             | 00:00         |               |
|                              | Mainz Golden Eagles Ladies | 0:0            | 0              | 0              | 0              | 0              | 000:000        | 3.                     | Erfurt Indigos Ladies        | 0:4           | 2             | 0             | 0             | 2             | 07:58         |               |
| Gießen Golden Dragons Ladies | 0:0                        | 0              | 0              | 0              | 0              | 000:000        | 4.             | SG Crailsheim/Tübingen | 0:4                          | 2             | 0             | 0             | 2             | 06:60         |               |               |

Stand: 10. Oktober 2021 (Saisonende)